# 2 024 (nombre)
Cet article concerne le nombre 2 024. Pour l'année, voir 2024.
2024 est l'écriture dans le système décimal d'un nombre naturel. Il se lit « deux mille vingt-quatre ».
Dans le système binaire, 2024 s'écrit 11111101000 (1024+512+256+128+64+32+8), qu'on pourra écrire 111 1110 1000 pour une transcription directe dans le système hexadécimal : 7E8.

## Propriétés arithmétiques
2024 est un nombre pair, car son dernier chiffre (4) est pair. Il n'est pas multiple de 3, car la somme de ses chiffres (2+0+2+4=8) ne l'est pas, ni multiple de 5 car son dernier chiffre n'est ni 5 ni 0.
Les seuls entiers premiers qui divisent 2024 sont 2, 11 et 23. La décomposition en facteurs premiers de 2024 est : 23x11x23. Les diviseurs de 2024 sont tous les nombres de la forme 2px11qx23r, où p vaut 0, 1, 2 ou 3, q et r valent 0 ou 1 (on rappelle qu'un nombre à la puissance 0 vaut 1) ; ils sont donc au nombre de 4x2x2=16, incluant 1 et 2024 lui-même :
1, 2, 4, 8, 11, 22, 23, 44, 46, 88, 92, 184, 253, 506, 1012, 2024

2024 est un coefficient binomial, égal au nombre de choix possibles de 3 éléments dans un ensemble de 24 éléments : {\displaystyle {n \choose 3}={\frac {n(n-1)(n-2)}{3!}}}, soit ici {\displaystyle {\frac {24.23.22}{3.2.1}}=8.11.23} ; il figure en 4e position sur la ligne 24 du triangle de Pascal :
. . .
1 23 253 1771 . . .
1 24 276 2024 10626 . . . (note : 2024 = 253+1771)
1 25 300 2300 . . .
. . .

Image du nombre tétraédrique de hauteur 5

2024 est un nombre tétraédrique, c'est-à-dire égal à la somme des {\displaystyle n=22} premiers nombres triangulaires, ou si on préfère au nombre de cellules d'une pyramide à base triangulaire (un tétraèdre régulier) de hauteur {\displaystyle n} (ici 22) comportant à chaque niveau {\displaystyle p} (de 1 à {\displaystyle n}) un nombre de cellules égal au {\displaystyle p}e nombre triangulaire :
1 + 3 + 6 + 10 + ... + 253 = 2024
cas particulier de la formule d'itération de Pascal {\displaystyle {n \choose 3}=\sum _{k=2}^{n-1}{k \choose 2}}, elle-même déduite par itération de la relation de Pascal {\displaystyle {n \choose p}={n-1 \choose p-1}+{n-1 \choose p}} avec {\displaystyle p=3}.
2024 est aussi le huitième nombre dodécaédrique, puisque {\displaystyle D_{n}={\binom {3n}{3}}}.

2024 n'est pas un carré, car dans sa décomposition en facteurs premiers les exposants ne sont pas tous pairs. Le carré le plus proche est 2025 = 452 = 34x52.
Selon le théorème des deux carrés de Fermat, 2024 ne peut pas être la somme de deux carrés, car 11 et 23, ses deux facteurs premiers congrus à 3 modulo 4 (11=2x4+3, 23=5x4+3), figurent dans sa décomposition en facteurs premiers avec un exposant impair (1).
Selon le théorème des trois carrés, 2024 est somme de trois carrés, car il s'écrit 4x506, et 506 n'est pas congru à 7 modulo 8 ; par exemple {\displaystyle 2024=2^{2}+16^{2}+42^{2}}. 
2024 est somme de 4 carrés, comme tout entier naturel. Comme il n'est pas de l'une des formes 2x4m, 6x4m et 14x4m, il peut s'écrire comme somme de 4 carrés non nuls, par exemple {\displaystyle 2024=2^{2}+18^{2}+20^{2}+36^{2}}.
2024 est la somme des carrés des 11 premiers nombres pairs :
22 + 42 + ... + 222 = 2024
2024 n'étant congru ni à 4 ni à 5 modulo 9, il peut être somme de trois cubes, et c'est le cas : {\displaystyle 2024=8^{3}+8^{3}+10^{3}}.

### Curiosités
La somme de tous les diviseurs stricts de 2024 vaut 2296, qui est supérieur à 2024. On dit que c'est un nombre abondant. On peut obtenir le total exact de 2024 en additionnant seulement un certain nombre de ses diviseurs ; par exemple 4+8+11+46+184+253+506+1012 = 2024. On dit que c'est un nombre semi-parfait (un nombre parfait est égal à la somme de tous ses diviseurs stricts ; exemple 6 = 1+2+3).
2024 peut s'écrire de multiples façons comme somme de deux nombres premiers :
2024 = 7+2017 = 13+2011 = 31+1993 = ... = 937+1087
2024 peut s'écrire de 3 manières et de 3 manières seulement comme somme de nombres entiers consécutifs :
- de 2024 = 8x253 = 8x(126+127) on déduit que 2024 est la somme de 16 nombres consécutifs dont 126 et 127 sont les nombres médians (les nombres équidistants des extrêmes totalisant 2 à 2 253) :

119+120+...+125+126+127+128+...+134 = 2024
- de 2024 = 11x184 on déduit que 2024 est la somme de 11 nombres consécutifs dont 184 est le nombre médian (les autres ayant des écarts à 184 qui se compensent 2 à 2) :

179+180+...+183+184+185+...+189 = 2024
- de même de 2024 = 23x88 on déduit

77+78+...+87+88+89+...+99 = 2024
2024 est la somme de tous les produits pxq où p et q sont des entiers naturels tels que p+q=23 (ordre tétraédrique de 2024 +1) :
1x22 + 2x21 + 3x20 + 4x19 + ... + 21x2 + 22x1 = 2024
2024 est le nombre de termes distincts du développement du polynôme formel (x+y+z+t)21.
2024 est le nombre de triplets (u,v,w) satisfaisant les conditions 1 ≤ u ≤ v ≤ w ≤ 22, ou encore le nombre de triplets satisfaisant les conditions 0 < u < v < w < 25.
2024 est le nombre de matrices 2x2 dont tous les termes appartiennent à {0, 1, ..., 21} et dont la somme des termes est 21 ; idem dont la somme des termes est 63 .